# Conus desiradensis
Espèce
Conus desiradensis est une espèce de mollusques gastéropodes marins de la famille des Conidae.
Comme toutes les espèces du genre Conus, ces escargots sont prédateurs et venimeux. Ils sont capables de « piquer » les humains et doivent donc être manipulés avec précaution, voire pas du tout.

## Taxonomie

### Publication originale
L'espèce Conus desiradensis a été décrite pour la première fois en 2019 par les malacologistes français Michael Rabiller et Georges Richard (d) dans « Xenophora Taxonomy. »,.